# Henanzhai
Henanzhai (kinesiska: 河南寨) är en köping i Kina. Den ligger i stadsdistriket Miyun i Pekings storstadsområde, i den norra delen av landet, omkring 58 kilometer nordost om stadskärnan. Antalet invånare är 24 067. Befolkningen består av 11 821 kvinnor och 12 246 män. Barn under 15 år utgör 9,0 %, vuxna 15-64 år 79 %, och äldre över 65 år 10,0 %.